# Alcantarilla
Alcantarilla (antigament en català la Cantarella), és un municipi i ciutat de la Regió de Múrcia, situat a la comarca de l'Horta de Múrcia i localitzat a 5 quilòmetres de la capital. Té una població de 44.381 habitants i un terme municipal d'uns 10 km². Recentment el municipi va ampliar el seu terme municipal a costa del de Múrcia.
Destaca la seva indústria conservera i un ample teixit empresarial que abasta els més diversos sectors.

## Administració
| Legislatura | Nombre                        | Grupo |
| ----------- | ----------------------------- | ----- |
| 1979-1983   | Francisco Zapata Conesa       | PSOE  |
| 1983-1987   | Francisco Zapata Conesa       | PSOE  |
| 1987-1991   | Pedro Manuel Toledo Valero    | PSOE  |
| 1991-1995   | Pedro Manuel Toledo Valero    | PSOE  |
| 1995-1999   | Lázaro Mellado Sánchez        | PP    |
| 1999-2003   | Lázaro Mellado Sánchez        | PP    |
| 2003-2007   | Lázaro Mellado Sánchez        | PP    |
| 2007-2011   | Lázaro Mellado Sánchez        | PP    |
| 2011-2015   | Lázaro Mellado Sánchez        | PP    |
| 2015-2019   | Joaquín Ricardo Buendía Gómez | PP    |

## Demografia

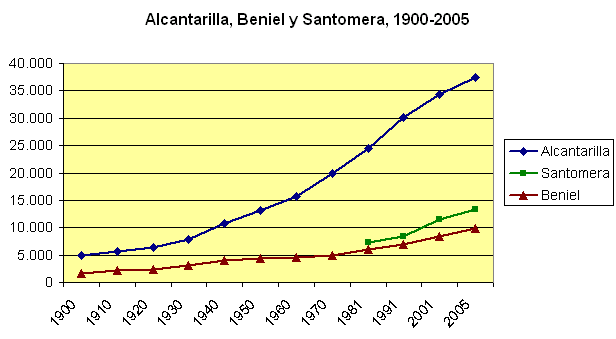
Evolució demogràfica d'Alcantarilla en el context dels municipis de l'Horta de Múrcia (exclosa la capital)

| 1900  | 1910  | 1920  | 1930  | 1940   | 1950   | 1960   | 1970   | 1981   | 1991   | 1996   | 2001   | 2004   | 2005   |
| ----- | ----- | ----- | ----- | ------ | ------ | ------ | ------ | ------ | ------ | ------ | ------ | ------ | ------ |
| 4.972 | 5.680 | 6.411 | 7.837 | 10.744 | 13.229 | 15.748 | 19.895 | 24.406 | 30.070 | 31.872 | 34.263 | 37.439 | 40.193 |